# بيتر مالوني
بيتر مالوني (5 نوفمبر 1950 في أستراليا - ) (بالإنجليزية: Peter Maloney)‏ هو لاعب كريكت أسترالي.

## وصلات خارجية
- بيتر مالوني على موقع إي آس بي آن كريك إنفو (الإنجليزية)